# Макс Делбрик
Макс Лудвиг Хенинг Делбрик (Берлин, 4. септембар 1906 — Пасадена, 9. март 1981) био је немачко-амерички биофизичар који је помогао да се покрене програм истаживања молекуларне биологије 30-их година 20. века. Подстакао је интересовање физичара за биологију, посебно за основна истраживања како би физички објаснио гене који су у то време били мистерија. Делбрик је 1945, заједно са Салвадором Луријем и Алфредом Хершијем основао Фаг групу (енгл. Phage group) која је начинила значајан напредак у разоткривању важних аспеката генетике. Њих тројица су 1969. добили Нобелову награду за физиологију или медицину за своја открића која се односе на механизам репликације и генетску структуру вируса. Био је први физичар који је предвидео оно што се данас назива Делбриково расипање.

## Детињство и приватни живот
Делбрик је рођен у Берлину. Његова мајка је била унука Јустуса фон Либига, угледног хемичара, док је његов отац, Ханс Делбрик, био професор историје на Универзитету у Берлину. Године 1937. Делбрик напушта нацистичку Немачку и одлази у Америку – прво у Калифорнију, а затим у Тенеси – постајући амерички грађанин 1945.
Године 1941. оженио је Мери Брус. Имали су четворо деце. Делбриков брат, Јустус, који је био адвокат, његова сестра Еми Бонхефер, као и Клаус и Дитрих Бонхефер су били активни у отпору нацизму. Дитрих и Клаус су проглашени кривима од стране Народног суда због улоге у завери атентата на Хитлера 20. јула 1944. РСХА их је погубила 1945. године. Јустус је преминуо у совјетском заточеништву исте године.

## Образовање
Делбрик је студирао астрофизику, нагињући ка теоријској физици, на Универзитету у Гетингену. Докторирао је 1930. године, а затим пропутовао Енглеску, Данску и Холандију. Упознао је Волфганга Паулија и Нилса Бора који су га заинтересовали за биологију. 

## Каријера и истраживање
Делбрик се 1932. враћа у Берлин као асистент Лизе Мајтнер, која је сарађивала са Ото Ханом на озрачивању уранијума неутронима. 1933. пише рад о расипању гама зрака помоћу Кулоновог поља поларизације вакуума. Ханс Бете је након 20 година доказао ову појаву и назвао је „Делбриково расипање”.
1937. године је добио стипендију Рокфелер фондације, која је покренула програм истаживања молекуларне биологије, да истражи геном воћне мушице, Drosophila melanogaster, на одељењу за биологију Kалифорнијског технолошког института. Такође је истраживао бактерије и бактериофаге (фагe). 1939. године заједно сa Еморијем Л. Елисом написао је „Раст бактериофага”, чланак који преноси да се вируси размножавају у једном кораку, а не експоненцијално као што су ћелијски организми.
Упркос истицању стипендије 1939. године, фондација га је упутила на Вандерлбилт универзитет у Нешвилу, где је од 1940. до 1947. предавао физику, али и радио у лабораторији на одељењу за биологију. 1941. упознаје Салвадора Лурија са универзитета Индијана. 1942, Делбрик и Лурија објављују рад о бактеријској отпорности на вирусну инфекцију посредовану случајним мутацијама. 1943. упознаје и Алфреда Хершија са Универзитета у Вашингтону. Лурија-Делбриков експеримент, такође назван и тест флуктуације, показао је да се Дарвинова теорија природне селекције која делује на случајне мутације односи на бактерије као и на сложеније организме. Оба научника су примила 1969. године Нобелову награду за физиологију или медицину делом и због овог рада. 
Ламарк је 1801. године је први објавио теорију наслеђивања стечених особина, која говори да ако се организам мења током живота како би се прилагодио условима средине (издужује врат како би дохватио лишће са високих грана), ове промене се преносе на потомство. Такође је речено да се еволуција дешава по унапред одређеном плану. 1859, Дарвин објављује своју књигу "О пореклу врста" са убедљивим доказима против Ламаркове теорије. Дарвин је рекао да еволуција није предодређена, али да постоје наследне варијације у свим организмима и да оне варијације које дају повећан фитнес бира околина и оне се преносе сна потомство. У свађи између Ламарка и Дарвина, Дарвин говори и постојећим променама, али природа ових промена није била позната и морала је да сачека науку о генетици и експерименте Грегора Мендела на грашку 1866. године. Томас Морган је открио да мутирана белоока воћна мушица при укрштању са црвенооким мушицама може дати белооко потомство. Ово је ишло у прилог Дарвину. Међутим, најелегантнија и најубедљивија подршка Дарвиновим идејама је био Лурија- Делбрик експеримент, који је показао да мутације које дају отпорност бактерије Е.coli на Т1 бактериофаг (вирус) су постојале у популацијама и пре излагања Т1 и нису индуковане додавањем Т1. Другим речима, мутације су случајни догађаји који се дешавају без обзира да ли се покажу корисним или не, док селекција (у овом случају за отпорност на Т1) даје смер у еволуцији задржавајући корисне мутације, а одбацујући штетне (осетљивост на Т1 у овом случају). Овај експеримент је оспорио Ламаркову теорију и поставио основ за напредак у генетици и молекуларној биологији. 
1945, Делбрик, Лурија и Херши су истраживали генетику бактериофага. Ова Фаг група је подстакла рани развој молекуларне биологије. Године 1969, Делбрику, Лурији и Хершију је додељена Нобелова награда за физиологију или медицину за своја „открића која се односе на механизам репликације и генетску структуру вируса”.
Комитет је такође приметио да „Част највише припада Делбрику који је трансформисао истраживање бактериофага од пуког емпиризма у екзактну науку. Анализирао је и дефинисао услове за прецизно мерење биолошких ефеката. Заједно са Луријом разрадио је квантитативне методе и успоставили су статистичке критеријуме за процену који су омогућили накнадне продорне студије. Делбрикова и Луријина снага је вероватно углавном теоријска анализа, док је Херши пре свега изразито вешт у експериментима. Њих тројица се међусобно добро допуњују и у овом погледу”. Те године су Делбрик и Лурија такође примили награде Универзитета Колумбија и Луиза Грос Хорвиц. Крајем 1947, пошто је Универзитету Вандербилт понестало средстава да га задржи, Делбрик се враћа у Калтек као професор биологије и остаје тамо до краја каријере. У међувремену на Универзитету у Келну оснива институт за молекуларну генетику. 

## Награде и признања
Поред Нобелове награде, Делбрик је избран за страног члана краљевског друштва 1967. године. Године 1970. постао је члан Европске организације за молекуларну биологију. Награду Макс Делбрик, која је раније била позната као награда за биолошку физику, додељује Америчко физичко друштво и названа је у његову част. Центар Макс Делбрик у Берлину, национални истраживачки центар за молекуларну медицину Удружења Хелмхолц такође носи његово име.

## Каснији живот и наслеђе
Године 1977. повукао се из Калтека, оставши професор биологије. Макс Делбрик је умро 9. марта 1981. у својој 74. години. Дана 26. августа 2006. године, године када би Макс Делбрик напунио 100 година, његова породица и пријатељи окупили су се у лабораторији у Калтеху у његову част.